# Agnes Keyser
Agnes Keyser (1852 - 1941) fue la hija de un acaudalado miembro de la Bolsa de Valores, una cortesana humanitaria y la amante durante mucho tiempo de Eduardo VII del Reino Unido. De todas las amantes de Eduardo VII, con excepción de la socialité Jennie Jerome, Keyser fue la mejor aceptada en los círculos reales, incluida la aceptación de la esposa de Eduardo VII, Alejandra de Dinamarca. Permaneció al lado de Eduardo VII hasta su muerte en 1910. 
Keyser, según lo registrado por el autor Raymond Lamont-Brown en su libro Edward VII's Last Loves: Alice Keppel and Agnes Keyser, mantuvo un vínculo emocional con Eduardo VII que otras no lograron, debido a que permaneció soltera y prefirió mantener un romance más privado en vez de uno público. Este rasgo también la convirtió en la favorita en los círculos reales de entre las últimas dos amantes del rey.

## Hermana Agnes
El Hospital Rey Eduardo VII para Oficiales fue establecido en 1899 por dos hermanas, Agnes y Fanny Keyser, quienes convirtieron su casa en el 17 de Grosvenor Crescent en un hospital para oficiales enfermos y heridos que volvían de la segunda guerra bóer y no contaban con familia en Londres. El rey Eduardo VII se convirtió en el primer patrón del Hospital. 
Agnes Keyser se involucró con Eduardo VII por esa época y su relación continuaría hasta su muerte. Con el apoyo del rey, junto con el entusiasmo de Agnes Keyser, se recibiría un inmenso apoyo de parte otras personas que más tarde llegaron a conocerse como «Amigos». Más de 4 000 Amigos han dado su apoyo al hospital desde ese día. La Hermana Agnes (como se volvió conocida) y su equipo, siguieron brindando atención a los oficiales en tiempos de paz. Agnes destacó por su devoto servicio al hospital, su amabilidad, su tacto, además de su firme y eficaz administración.

## El hospital
El hospital se trasladó a su actual sitio en Beaumont Street en 1948, cuando fue inaugurado oficialmente por Su Majestad la reina María. En el 2000, el hospital cambió su nombre a Hospital Rey Eduardo VII de la Hermana Agnes y, más recientemente, de acuerdo con su finalidad caritativa, los beneficios financieros a los que los pacientes con rango de oficial tenían derecho, se ampliaron condicionalmente a todos los rangos de personal excombatiente.